# والتر باسی
والتر باسی (انگلیسی: Walter Bussey; ۶ دسامبر ۱۹۰۴ – ژانویه ۱۹۸۲ (۷۷−۷۸ سال)) بازیکن فوتبال اهل بریتانیا بود.
از باشگاه‌هایی که در آن بازی کرده‌است می‌توان به باشگاه فوتبال استوک سیتی، باشگاه فوتبال اکستر سیتی، باشگاه فوتبال سوانزی سیتی، و باشگاه فوتبال بلکپول اشاره کرد.